# Marlen Kruse
Marlen Kruse (* 1990 in Winterhude, Hamburg) ist eine deutsche Schauspielerin.
Marlen Kruse besuchte von 2009 bis 2012 die Stage School Hamburg. Seitdem ist sie an verschiedenen Theatern als Schauspielerin tätig. Zudem gibt sie seit 2009 Tanzunterricht für Kinder im Bereich Jazz. Bekannt wurde sie vor allem wegen ihrer Rolle im Film Feuchtgebiete.

## Filmografie
- 2013: Feuchtgebiete